# 卓婭·布爾加科娃
卓娅·费多罗韦娅-布爾加科娃（俄語：Зоя Фёдоровна Булгакова；1914年12月24日—2017年2月3日）是一个苏联舞台剧演员，俄罗斯联邦政府榮譽藝術家（1945年）。在她去世的时候她是俄罗斯最老的女演员。

## 生平
1914年12月24日，布爾加科娃生于俄罗斯帝国托木斯克省新西伯利亚的一个大家庭。她的父亲是个出租车司机。1930年，她在新西伯利亚青年剧院进行第一次演出，成为戏剧工作室的第一个毕业生。她在演出30多年，曾擔任過70多個角色。1932年，他毕业于新西伯利亞青年觀眾劇院（現為新西伯利亞格洛比斯劇院）。1942年加入苏联共产党。
1940年和1946年時她在莫斯科兒童劇院演出。她的名字被列入新西伯利亞地區文化金書（Golden Book of Culture of the Novosibirsk ）。她在1937年－1955年間的戲劇製作中扮演小紅帽的角色；她在冰雪皇后舞台剧担演格達達三年。她的其他角色包括：穿靴子的貓，小駝背馬，冰雪少女，灰姑娘，兔子咋兹纳卡（Bunny-Zaznayka）和青鸟。
我一生都扮演过男孩和女孩。劇院中的“易裝癖”是罕見的，所以我從來沒有覺得有缺乏的需求。顺便说一句，我发挥于男孩优于女孩。也許是因為我喜欢挑战的性質：我爬上屋頂，树木和篱笆的能力有时更好于其他的男孩。
她于2017年2月3日在新西伯利亞逝世，享嵩壽102岁。